# Cologania capitata
Cologania capitata är en ärtväxtart som beskrevs av Joseph Nelson Rose. Cologania capitata ingår i släktet Cologania, och familjen ärtväxter. Inga underarter finns listade i Catalogue of Life.